# Jordi de Gal·les
Jordi de Cambridge (Londres, Anglaterra, 22 de juliol de 2013) és el fill primogènit dels Prínceps de Gal·les, el Príncep Guillem de Gal·les i Caterina, Duquessa de Cambridge. És net del rei Carles III del Regne Unit i besnet de la Reina Elisabet II d'Anglaterra, per tant el segon en la línia de successió al tron d'Anglaterra. El seu nom complet és Jordi Alexandre Lluís.
Va néixer el 22 de juliol de 2013 a l'àrea privada Ala Lindo de l'hospital Saint Mary de Londres a les 16.24 hora local. La llavors duquessa havia ingressat a l'hospital a les 6 del matí i va tenir un part natural. El nadó va pesar 3,800kg.
Va ser batejat el 23 d'octubre de 2013 a la capella reial del palau de Saint James.
A partir de gener de 2016 i fins al mes de juny de 2017 va assisitir a la llar d'infants Westacre Montessori de Norfolk durant els matins. El 7 de setembre de 2017 va començar l'educació obligatòria a l'escola privada Thomas's Battersea Arxivat 2018-04-24 a Wayback Machine. de Londres.